# Ерик Боу
Ерик Алън Боу (на английски: Eric Allen Boe) e американски боен пилот и астронавт на НАСА, участник в два космически полета. Пилот на последния полет на космическата совалка Дискавъри, мисия STS-133.

## Образование
Ерик Боу завършва колежа Henderson High School в Джорджия през 1983 г. През 1987 г. завършва Академията на USAF в Колорадо Спрингс, Колорадо с бакалавърска степен по аерокосмическо инженерство. През 1997 г. става магистър по електроинженерство в Технологичния институт на Джорджия.

## Военна кариера
Ерик А. Боу постъпва на служба в USAF през 1987 г. На следващата година става пилот на самолет F-4 Фантом ІІ. Зачислен е в състава на 3-та тактическа ескадрила базирана във Филипините. През 1991 г. става инструктор в 50-а тактическа ескадрила. През 1994 г. преминава курс на обучение на изтребител F-15 Игъл. Назначен е за командир на бойна ескадрила 60 от състава на 33-то бойно авиокрило базирано в авиобазата Еглин, Флорида. Взема участие в операция „Южен патрул“ и осъществява 55 бойни полета над територията на Ирак. В кариерата си има над 4000 полетни часа на реактивни самолети.

## Служба в НАСА
Ерик Боу е избран за астронавт от НАСА на 26 юли 2000 г., Астронавтска група №18. Взема участие в два космически полета. От август 2012 г. е временно изпълняващ длъжността Директор на Астронавтския офис на НАСА.

## Полети
Ерик Боу лети в космоса като член на екипажа на две мисии:
| Космически полети на Ерик Алън Боу                               | Космически полети на Ерик Алън Боу | Космически полети на Ерик Алън Боу | Космически полети на Ерик Алън Боу | Космически полети на Ерик Алън Боу | Космически полети на Ерик Алън Боу   | Космически полети на Ерик Алън Боу |
| №                                                                | Дата                               | КК                                 | Емблема на мисията                 | Функции                            | Продължителност                      |                                    |
| ---------------------------------------------------------------- | ---------------------------------- | ---------------------------------- | ---------------------------------- | ---------------------------------- | ------------------------------------ | ---------------------------------- |
| 1                                                                | 14 ноември 2008                    | „Индевър“, мисия STS-126           |                                    | Пилот                              | 15 денонощия 20 часа 30 мин. 34 сек. |                                    |
| 2                                                                | 24 февруари 2011                   | „Дискавъри“, мисия STS-133         |                                    | Пилот                              | 12 денонощия 19 часа 04 мин. 50 сек. |                                    |
| Сумарно време в космоса – 28 денонощия 15 часа 35 минути 24 сек. |                                    |                                    |                                    |                                    |                                      |                                    |

## Награди
- Медал за похвална служба;
- Медал за похвала;
- Въздушен медал (2);
- Медал за постижения във въздуха (5);
- Медал за похвала на USAF (3);
- Медал за постижения на USAF;
- Медал за бойна подготовка;
- Медал за отличие на USAF (3);
- Медал за служба в националната отбрана (2);
- Медал на експедиционните сили;
- Медал за участие във войната срещу тероризма.